# Willie Toweel
Willie Michael Toweel (ur. 6 kwietnia 1934 w Benoni, zm. 25 grudnia 2017 w Randburgu) – południowoafrykański pięściarz, brązowy medalista XV Letnich Igrzysk Olimpijskich w Helsinkach z 1952 roku w kategorii muszej. Młodszy brat Vica, zawodowego mistrza świata w wadze koguciej.

## Kariera sportowa
Po przejściu na zawodowstwo był mistrzem Związku Południowej Afryki kolejno w kategoriach koguciej, piórkowej, lekkiej i półśredniej, a także w latach 1956−1959 mistrzem Imperium Brytyjskiego w kategorii koguciej.